# Université de Lubumbashi
L'université de Lubumbashi (UNILU) est une université publique de la république démocratique du Congo,, située dans la province du Katanga, ville de Lubumbashi. Créée en 1955, elle compte près de 33 000 étudiants dans 10 facultés et 4 écoles supérieures. Son recteur est Gilbert Kishiba Fitula depuis le 29 décembre 2015. La langue d'enseignement est le français.

## Histoire
L’université a été créée par le décret du 26 octobre 1955 sous le nom de Université officielle du Congo Belge et du Rwanda-Urundi par l'université de Liège (Belgique), et a ouvert le 11 novembre 1956 avec une faculté de philosophie et lettres, la faculté des sciences et des sciences appliquées et l’École des sciences de l'éducation. En 1957 fut ajouté le Centre inter-facultaire d'anthropologie et de linguistique africaine. En 1959 fut créée la faculté de médecine.
En 1960, l’appellation est remplacée par l'université d’État d’Élisabethville, sous la tutelle de l'université de Liège, puis devient l'université officielle du Congo en 1963.
En 1971, à la suite du regroupement des universités et instituts supérieurs en université nationale du Congo, le site devient l’université nationale du Congo / campus de Lubumbashi, et en 1972, par zaïrisation, l’université nationale du Zaïre / campus de Lubumbashi (UNAZA/Lubumbashi).
L’université de Lubumbashi est créée en 1981, par l’ordonnance-loi n˚25/81 portant sur la création d’établissements publics autonomes d’enseignement,.

## Facultés
L'université de Lubumbashi offre des enseignements dans les facultés suivantes :
- Architecture
- Agronomie
- Droit
- Sciences pharmaceutiques
- Lettres et sciences humaines
- Médecine
- Médecine vétérinaire
- Polytechnique
- Sciences sociales, politiques et administratives
- Sciences économiques et de gestion
- Psychologie et des sciences de l'éducation
- Sciences

On y trouve également :
- Ecole de criminologie
- Ecole de tourisme
- Ecole de santé publique
- Ecole supérieure des ingénieurs industriels

## Recherche à l'université

### Centres de recherche
- Observatoire du changement urbain (OCU)
- Centre de recherche en langues et littératures étrangères (CRELLE)
- Centre de recherche et de diffusion des langues et littératures africaines (CREDILLAF)
- Centre d'étude et de recherche en science polytechnique
- Philosophie africaine (CERPHA)
- Centre de recherche et de documentation sur l'Afrique centrale (CERDAC)
- Centre des langues vivantes (CLV)
- Centre d'études socio-politiques pour l'Afrique centrale (CEPAC)
- Centre d'excellence de prise en charge des personnes vivant avec le VIH/SIDA (CE-UNILU)
- Centre interdisciplinaire pour le développement (CID)
- Centre de recherche appliquée à l'industrie (CRAPI)
- Comité de littérature critique de l'Afrique subsaharienne et à l'océan Indien (CRITAOI)
- Observatoire de valorisation des ressources minérales (OVRMIN)
- Unité de formation et de recherches en environnement, sécurité et santé au travail (UFOREST)

### Revues scientifiques
- Recherches linguistiques et littéraires (Revue du CRELLE)
- Mitunda
- Les Cahiers philosophiques africains
- Likundoli
- Études d'histoires africaines
- Les Cahiers congolais d'études politiques et sociales
- Les Annales de la faculté polytechnique
- Les Annales de la faculté de droit
- Les Annales de la faculté des sciences
- Les Annales de la faculté de médecine vétérinaire
- Lubumbashi médical
- Sid'Excellence, revue du Centre d'excellence de prise en charge du VIH/SIDA

## Vie estudiantine
Les étudiants (es) de l'UNILU sont appelés Kasapards,[réf. souhaitée], une appellation pleine de sarcasme et d'humour, tiré du nom du quartier qui abrite la grande prison de Kassapa, le camp militaire et les cités universitaires situés tous au niveau de la ville de Lubumbashi.

## Personnalités liées à l'université

### Enseignants
Cette section ne s'appuie pas, ou pas assez, sur des sources secondaires ou tertiaires indépendantes du sujet. Le texte peut contenir des analyses inexactes ou inédites de sources primaires.
Pour l'améliorer, ajoutez-en, ou placez des modèles {{Source secondaire souhaitée}} ou {{Source secondaire nécessaire}} sur les passages mal sourcés. (juin 2023)
- Eric Jean-Paul Mwenze Wa Kyungu, maître de la chaire scientifique de la psychopédagogie ouverte ;
- Basile Mulwani Makelele, professeur à la faculté de psychologie et sciences de l'éducation ;
- Jean Claude Muyambo, homme politique et professeur de droit ;
- Willy Kitobo, homme politique et professeur à la faculté polytechnique ;
- Bingoto Mandoko Na Mpeya, professeur et recteur de l’UNILU de 1985 à 1986 ;
- Perry Baloy, professeur à l'École supérieure des ingénieurs industriels ;
- Jos Ndelo, professeur en pharmacie ;
- Julien Kilanga, professeur à la faculté des lettres de Lubumbashi.

### Étudiants
- Ambroise Mbaka Kawaya Swana (1949-2015), dirigeant d'entreprises minières et vice-ministre des mines ;
- Valery Ngoy Ndala, président de l'Association Panafricaine pour l'Encadrement et la Formation de la Jeunesse ;
- André Lite, homme politique et ministre congolais ;
- Fifi Masuka Saini (1967-), femme politique congolaise ;
- Guy Matondo Kingolo, homme politique congolais, ministre provincial des finances de la ville-province de Kinshasa de 2009 à 2019 ;
- Azarias Ruberwa (né en 1964), homme politique et avocat congolais ;
- Emmanuel Ramazani Shadary (né en 1960), homme politique kino-congolais ;
- Joseph Sebarenzi (1963-), ancien président du parlement du Rwanda ;
- Agnès Nyirandabaruta, juge rwandaise.